# Lacs de Camporells
Les lacs de Camporells (en catalan : estanys de Camporrells) sont un petit bassin d'étangs, comprenant les étangs de Dalt, situés à 2362,8 mètres d'altitude sur le territoire de la commune de Formiguères, dans la région naturelle du Capcir, dans les Pyrénées-Orientales.
Ils sont situés à l'extrémité ouest du la commune de Formiguères, en dessous à l'est du puig de Camporrells. Ils se trouvent aux sources de La Lladura et sont la plus haute série d'étangs de la zone, tels que l'étang Large, l'étang Rodon, l'étang Gros, l'étang del Mig, l'étang de la Basseta et enfin, La Basseta ; ils sont tous sur les pentes nord-est du pic Peric.
Ils sont un lieu fréquent pour les excursions dans la région, en particulier celles liées au Peric Pic.

## Galeries de photographies

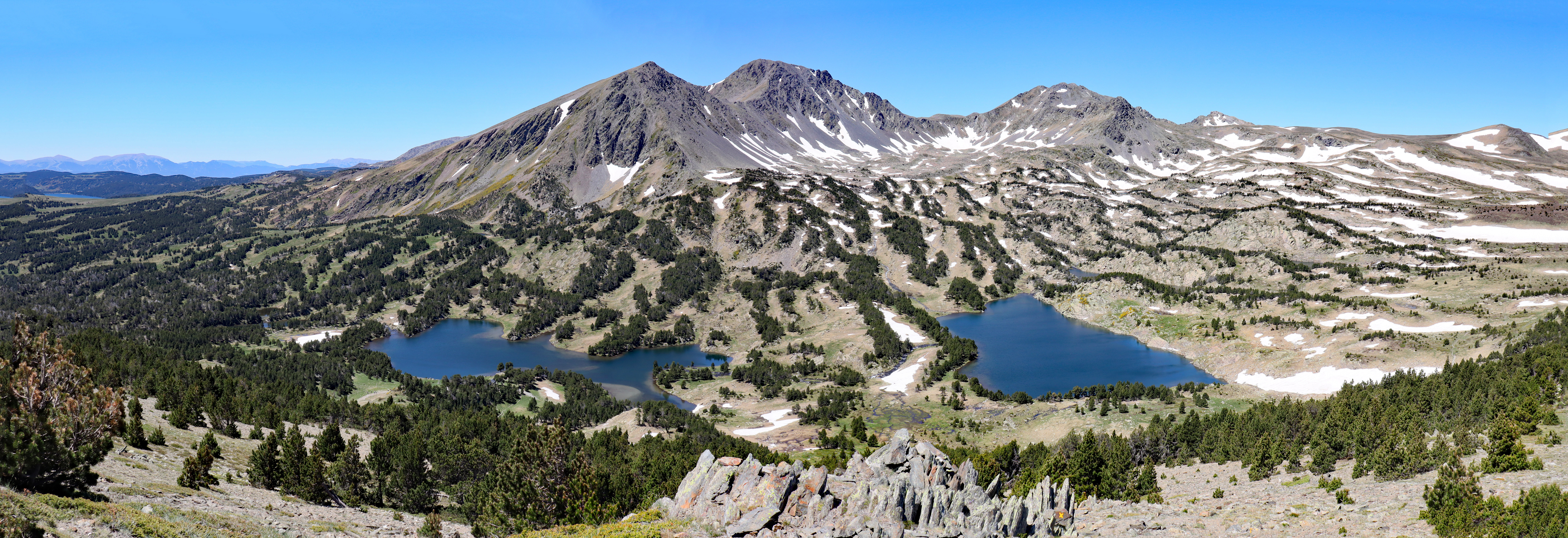
Etangs des Camporells au pied du pic Péric (2 810 m)
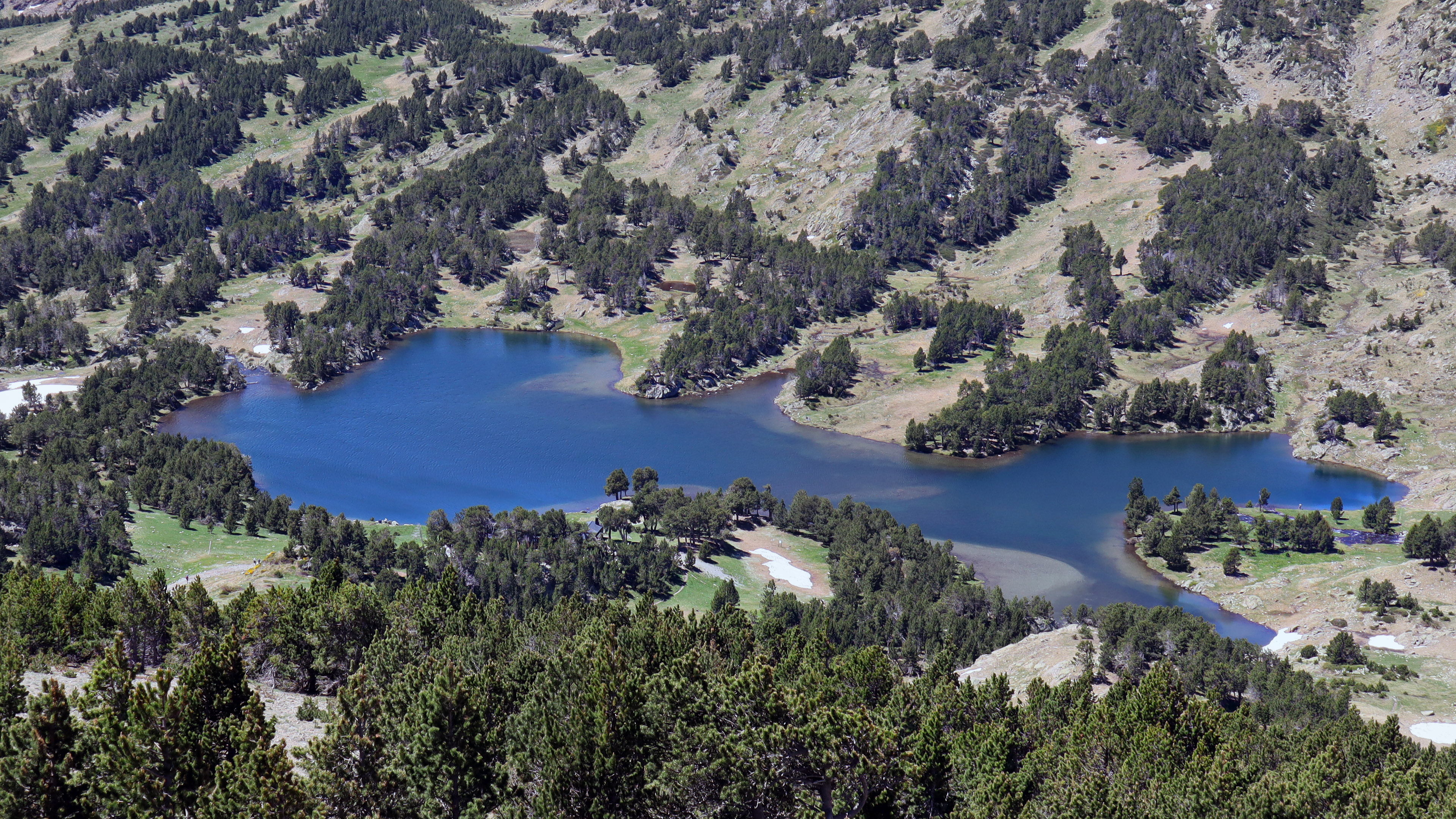
Estany del Mig.
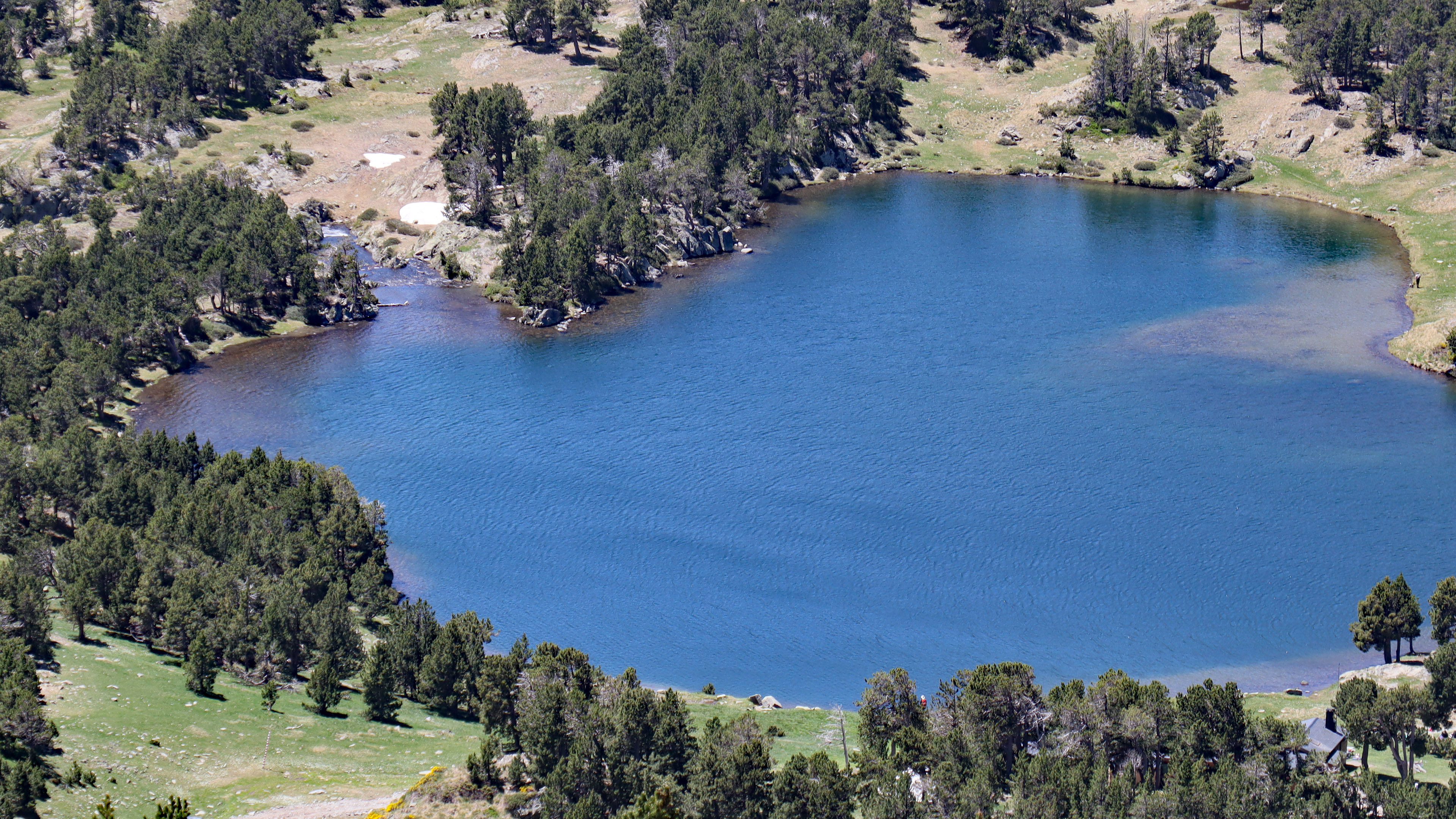
Estany Gros.